# Kim Jong-il
Kim Jong-il (koreansk 김정일, IPA: [kim.dzɔŋ.il], født 16. februar 1941, død 17. december 2011) var Nordkoreas leder. Han var formand for Den Nationale Forsvarskommission, øverstkommanderende for Koreas Folkehær og generalsekretær for Koreas Arbejderparti (der har haft magten siden 1948). Han efterfulgte faderen Kim Il-sung, Nordkoreas grundlægger, som døde i 1994, og var leder Nordkorea og hærchef for den fjerdestørste stående hær i verden indtil sin død i 2011.

## Barndom

### Fødsel
Nutidens nordkoreanske samfund domineres af en veludviklet personkult, der centrerer sig omkring landets leder. I Kim Jong-ils levetid blev hans person således dyrket af det officielle Nordkorea, og der blev udarbejdet en meget smigrende "officiel" biografi om ham. Mange af de officielle påstande om Kims liv og aktiviteter stemmer ikke overens med eksterne kilder.
Ifølge Kim Jong-ils officielle biografi blev han født på toppen af Baekdu-bjerget i det nordlige Korea kl. 6:36 om morgenen 16. februar 1942. Den officielle biografi siger også, at hans fødsel blev forudsagt af en svale og forkyndt af en dobbelt regnbue over bjerget og af fremkomsten af en ny stjerne på himlen. Imidlertid viser sovjetiske arkiver, at han blev født i landsbyen Vyatskoye i nærheden af Khabarovsk i 1941, hvor hans far, Kim Il-sung, anførte en sovjetisk hærafdeling, der bestod af kinesiske og koreanske folk i eksil.
Kim Jong-ils mor, Kim Jong-suk, var Kim Il-sungs første kone. I sin ungdom i Sovjetunionen var Kim Jong-il kendt under navnet Yuri Irsenovich Kim, hvor hans patronym kom fra faderens russificerede navn, Ir-sen.
Kim var blot tre år i 1945, da 2. verdenskrig sluttede, og Korea genvandt sin uafhængighed efter Japans besættelse. Faderen vendte tilbage til Pyongyang i september 1945, og i november samme år kom Kim Jong-il til landet. Familien flyttede ind i en tidligere japansk officersbolig i Pyongyang med have og swimmingpool. Kim Jong-ils bror druknede der i 1948. Kim Jong-il begyndte i skolen samme år, og i 1949 døde moderen i barselsseng.

### Uddannelse
Efter al sandsynlighed fik Kim det meste af sin uddannelse i Folkerepublikken Kina, hvor hans far af sikkerhedsmæssige årsager havde sendt ham til under Koreakrigen. Ifølge den officielle biografi fik Kim sin eksamen ved Namsan-skolen i Pyongyang, der var en specialskole for børn af Arbejderpartiets embedsmænd. Han gik senere på Kim Il-sung-universitetet, hvor han tog afgangseksamen i nationaløkonomi i 1964. På det tidspunkt havde faderen, der kaldtes "Den store Leder", konsolideret sin magt over regeringen. Det siges også, at Kim lærte engelsk på Maltas universitet i de tidlige 1970'ere under sine ferier på Malta som gæst hos premierminister Dom Mintoff.
Faderen havde i mellemtiden giftet sig igen og fået endnu en søn, Kim Pyong-il (opkaldt efter Kim Jong-ils druknede bror). Det er uklart, om Kim Jong-il blev valgt frem for Kim Pyong-il, eller om Kim Puong-il nogensinde har været overvejet som efterfølger af faderen. Siden 1988 har Kim Pyong-il gjort tjeneste i en række nordkoreanske ambassader i Europa. Det menes, at Kim Il-sung sendte Kim Pyong-il til disse fjerne poster for at undgå en magtkamp mellem de to sønner.

## Tidlig politisk karriere
Efter sin universitetseksamen i 1964 begyndte Kim Jong-il sin opstigen i Koreas Arbejderpartis rækker, og han blev medlem af politbureauet i 1968. I 1969 blev han udnævnt som vicedirektør i propagandaministeriet.
I 1973 blev Kim partisekretær for organisering af propaganda, og i 1974 blev han officielt udpeget som sin fars efterfølger. I de efterfølgende 15 år fik han flere hverv, bl.a. som kulturminister og leder af partiets aktiviteter mod Sydkorea.
Fra 1973 og frem blev Kim mere og mere synlig i Koreas Arbejderparti, og han omtaltes ofte som "partiets centrum" pga. hans stigende indflydelse på partiets daglige aktiviteter.
Da man nåede til den sjette partikongres i oktober 1980, var Kim Jong-ils kontrol med partiets aktiviteter total. Han fik vigtige poster i politbureauet, i militærkommissionen og i partisekretariatet. I 1982 opfattedes han af udenlandske observatører som tronfølger i Nordkorea.
Det var på dette tidspunkt, at Kim antog titlen "Den kære Leder", og regeringen begyndte at opbygge en personkult omkring ham efter samme mønster som faderens, "Den store Leder". Kim Jong-il blev hyppigt hyldet i medierne som "den frygtløse leder" og "revolutionens store arvtager". Han fremstod som den mest magtfulde person i Nordkorea efter faderen.
I 1991 blev Kim udnævnt til øverstbefalende for Nordkoreas væbnede styrker. Da hæren er grundlaget for magten i Nordkorea, var dette et vigtigt skridt. Tilsyneladende fik en af Kim Il-sungs mest loyale underordnede, forsvarsminister Oh Jin-wu, gennemtrumfet hærens accept af Kim Jong-il som den næste leder af Nordkorea, på trods af hans manglende militærtjeneste. Den eneste mulige kandidat til lederposten, premierminister Kim Il, blev fjernet fra posten i 1976. I 1992 bekendtgjorde Kim Il-sung offentligt, at hans søn stod i spidsen for alle indenrigspolitiske affærer i Nordkorea.
Ifølge afhopperen Hwang Jang-yop blev det nordkoreanske system endnu mere centraliseret og autokratisk under Kim Jong-il, end det havde været under faderen. Selvom Kim Jong-il krævede, at hans ministre var loyale, så søgte han ikke desto mindre deres råd og vejledning i sine beslutninger; Kim Jong-il kræver absolut lydighed og enighed og opfatter enhver afvigelse fra hans tankemåde som et tegn på illoyalitet. Ifølge Hwang styrer Kim Jong-il personligt selv små detaljer, så som størrelsen af partisekretærers huse og leveringen af gaver til sine underordnede.
I 1980'erne oplevede Nordkorea en kraftig økonomisk stagnation. Kim Il-sungs juche-politik (der kan oversættes til selvtillid eller selvforsyning) afskar landet fra stort set al handel med omverdenen, selv med traditionelle handelspartnere som Sovjetunionen og Kina.
Sydkorea beskyldte Kim for at stå bag bombeangrebet i 1983 i Rangoon, Burma (nu Yangon, Myanmar, som dræbte 17 besøgende sydkoreanske embedsmænd, inklusive fire regeringsmedlemmer, og et andet i 1987, som dræbte alle 115 ombordværende på Korean Air Flight 858. En nordkoreansk agent, Kim Hyon Hui, tilstod at have anbragt en bombe om bord på flyet og hævdede, at det havde været på Kim Jong-ils personlige ordre.

## Nordkoreas leder
Den 8. juli 1994 døde Kim Il-sung i en alder af 82 år af et hjerteanfald. Kim Jong-il havde været udpeget som sin fars efterfølger så tidligt som i 1974, blev udnævnt til øverstkommanderende i 1991, og blev Supreme Leder efter sin fars død.
Kim Jong-il overtog officielt sin fars gamle post som generalsekretær for Koreas Arbejderparti den 8. oktober 1997. I 1998 blev han genvalgt som formand for den nationale forsvarskommission, og en forfatningsændring erklærede, at denne post var "statens højeste post." Også i 1998 skrev den Højeste Folkeforsamling præsidentens post ud af forfatningen og udpegede Kim Il-sung som "Præsident til evig tid" for at ære hans minde for altid.
Officielt var Kim Jong-il en del af et triumvirat, der sad i spidsen for den udøvende gren af den nordkoreanske regering sammen med premierminister Choe Yong-rim og parlamentsformand Kim Yong-nam (uden relation til Kim Jong-il). Kim Jong-il ledte de væbnede styrker, Choe Yong-rim stod i spidsen for regeringen og varetog indenrigsanliggender, og Kim Yong-nam varetog udenrigsforbindelser. Men i praksis udøvede Kim, ligesom sin far før ham, absolut kontrol over regeringen og landet. Selvom han ikke var forpligtet til at stille op til folkevalg til sine nøgleembeder, blev han enstemmigt valgt til den øverste folkeforsamling hvert femte år og repræsenterede en militær valgkreds på grund af sin samtidige kapacitet som øverste chef for KPA og formand for NDC.

### Relationer til udlandet
Kim Jong-il var kendt for at være en dygtig og manipulerende diplomat. I 1998 implementerede Sydkoreas præsident Kim Dae-jung det politiske initiativ "solskinspolitikken" for at forbedre forholdet mellem nord og syd og give sydkoreanske virksomheder en mulighed for at starte projekter i nord. Kim Jong-il annoncerede i den forbindelse planer om at importere og udvikle nye teknologier for at udvikle Nordkoreas spæde softwareindustri. Som et resultat af den nye politik blev Kaesong Industrial Park bygget i 2003 lige nord for den koreanske demilitariserede zone.
I 1994 underskrev Nordkorea og USA en rammeaftale ("Agreed Framework"), som var designet til at fastfryse og i sidste ende demontere Nordkoreas atomvåbenprogram i bytte for hjælp til at producere to kraftudviklende atomreaktorer og forsikringen om, at landet ikke ville blive invaderet igen. I 2000, efter et møde med Madeleine Albright, indvilligede Kim Jong-il i et moratorium for missilkonstruktion. I 2002 indrømmede Kim Jong-ils regering at have produceret atomvåben siden 1994-aftalen. Kim Jong-ils regime hævdede, at den hemmelige produktion var nødvendig af sikkerhedsmæssige årsager - under henvisning til tilstedeværelsen af USA-ejede atomvåben i Sydkorea og de nye spændinger med USA under præsident George W. Bush. Den 9. oktober 2006, Nordkoreas Korean Central News Agency (KCNA) meddelte, at landet med succes havde gennemført en underjordisk atomprøvesprængning.

### Personkult
Kim Jong-il var i fokus for en omfattende personkult arvet fra sin far og grundlægger af DPRK, Kim Il-sung. Kim Jong-il var ofte centrum for opmærksomheden gennem det almindelige liv i DPRK. På sin 60-års fødselsdag (baseret på hans officielle fødselsdato) fandt der massefejringer sted over hele landet i anledning af hans Hwangap (den traditionelle måde at fejre sin 61 års fødselsdag på i Korea - teknisk set 60 års dagen). I 2010 Nordkoreanske medier rapporterede, at Kims karakteristiske tøj havde sat verdensomspændende modetrends.
Det fremherskende synspunkt er, at folkets tilslutning til personlighedsdyrkelsen af Kim Jong-il baserede sig på respekt for Kim Il-sung eller frygt for straf i tilfælde af manglende hyldest. Medier og regeringskilder uden for Nordkorea støtter generelt dette synspunkt, mens nordkoreanske regeringskilder hævder, at det var ægte heltedyrkelse. Sangen "Intet moderland uden dig", sunget af KPA State Merited Choir, blev skabt specielt til Kim Jong-il i 1992 og udsendes hyppigt i radioen og fra kl. højttalere på gaderne i Pyongyang.

### Krænkelser af menneskerettighederne
Ifølge en rapport fra Human Rights Watch fra 2004 var den nordkoreanske regering under Kim "blandt verdens mest undertrykkende regeringer" med op til 200.000 politiske fanger ifølge amerikanske og sydkoreanske embedsmænd, uden pressefrihed eller religion, politisk opposition eller lige muligheder for uddannelse: "Stort set alle aspekter af det politiske, sociale og økonomiske liv er kontrolleret af regeringen."
Kim Jong-ils regering blev anklaget for "forbrydelser mod menneskeheden" for dens påståede skyld i at skabe og forlænge 1990'ernes hungersnød. Human Rights Watch karakteriserede ham som en diktator og anklagede ham for at krænke menneskerettighederne. Amnesty International fordømte ham for at holde 'millioner af nordkoreanere fast i fattigdom' og for at have tilbageholdt hundredtusindvis af mennesker i fangelejre. 
Kim Jong-il hævdede, at kriteriet for at skelne mellem, om en person kan anses for at være medlem af det nordkoreanske samfund og dermed berettiget til rettigheder 'ikke baseres på hans sociale klasse, men på hans ideologi'.

### Kritik
Kim Jong-il blev med jævne mellemrum kritiseret af verdenssamfundet for at krænke menneskerettighederne og for fremstillingen at kernevåben i strid med landets forpligtelser iht. Traktaten om ikke-spredning af kernevåben og hans egen forpligtelse til at holde den Koreanske Halvø atomvåbenfri. Der går myter om et fængsel kaldet "Lejr 22" som skulle være Nordkoreas største fængsel, hvor op mod 50.000 mennesker siges at være internerede for politiske "forbrydelser" . Der har været rapporter om vagternes grove overtrædelser af menneskerettighederne, bl.a. mord på spædbørn født af de indsatte .
Der gik ligeledes rygter i Vesten om, at Kim Jong-il havde landets bedste vinkælder med plads til 10.000 flasker  og han yndede dyr mad som f.eks. hummer og kaviar. Det siges, at hans årlige udgifter til Hennessy cognac beløb sig til hvad der svarer til over 4.3 mio. kroner – til sammenligning er gennemsnitslønnen i Nordkorea ca. 5.000 kroner om året.

## Personligt liv

### Familie
Der er ingen officiel information tilgængelig om Kim Jong-ils ægteskabelige historie, men han menes at have været officielt gift to gange og at have haft tre elskerinder. Han havde tre kendte sønner: Kim Jong-nam, Kim Jong-chul og Kim Jong-un. Hans to kendte døtre er Kim Sol-song og Kim Yo-jong.
Kim Jong-ils første kone, Hong Il-chon, var datter af en martyr, der døde under Koreakrigen. Hun blev håndplukket af hans far og gift med ham i 1966. De fik en pige ved navn Kim Hye-kyung,

### Personlighed
Ligesom sin far led Kim af flyveskræk og rejste altid med et privat pansret tog, når han skulle på statsbesøg i Rusland og Kina. BBC rapporterede, at Konstantin Pulikovsky, en russisk udsending, der rejste med Kim Jong-il på tværs af Rusland med tog, fortalte journalister, at Kim havde fået fløjet hummere til toget hver dag og spiste dem med spisepinde af sølv.
Kim skulle efter sigende have været en stor filmelsker og ejede en samling på mere end 20.000 videobånd og DVD'er. Hans rapporterede yndlingsfilmfranchiser omfattede James Bond, fredag den 13., Rambo, Godzilla, Otoko wa Tsurai yo og Hong Kong-actionfilm, med Sean Connery og Elizabeth Taylor hans foretrukne mandlige og kvindelige skuespillere. Kim skulle også have været fan af Ealing Studios-komedier, inspireret af deres fokus på holdånd og et mobiliseret proletariat. Han forfattede On the Art of the Cinema. I 1978 blev den sydkoreanske filminstruktør Shin Sang-ok og hans skuespillerinde kone Choi Eun-hee bortført på Kim Jong-ils ordre for at skulle opbygge en nordkoreansk filmindustri. I 2006 var han involveret i produktionen af den Juche-baserede film The Schoolgirl's Diary, som skildrede livet for en ung pige, hvis forældre er videnskabsmænd, og det fremgik af en Korean Central News Agency (KCNA) nyhedsrapport, at Kim Jong-il "forbedrede dets manuskript og guidede produktionen".
Selvom Kim Jong-il nød mange udenlandske former for underholdning, nægtede han ifølge den tidligere bodyguard Lee Young Kuk at indtage mad eller drikkevarer, der ikke var produceret i Nordkorea, med undtagelse af vine fra Frankrig. Hans tidligere kok Kenji Fujimoto har dog udtalt, at Kim Jong-il nogle gange sendte ham rundt i verden for at købe en række udenlandske delikatesser.
Kim Jong-il holdt efter sigende af basketball. Den tidligere udenrigsminister for USA, Madeleine Albright, afsluttede sit topmøde med Kim Jong-il ved at overrække ham en basketball underskrevet af NBA legenden Michael Jordan. Hans officielle biografi hævder også, at Kim komponerede seks operaer og nød at iscenesætte komplekse musicals.
USA's særlige udsending til de koreanske fredsforhandlinger, Charles Kartman, som var involveret i Madeleine Albright-topmødet i 2000 med Kim Jong-il, karakteriserede Kim Jong-il som en fornuftig mand, der gik lige til sagen i forhandlinger, men med en sans for humor og som var personligt opmærksom på folk, han var vært for. Men psykologiske diagnoser konkluderer, at Kim Jong-ils antisociale træk, såsom hans frygtløshed over for sanktioner og straf, tjener til at gøre forhandlinger med ham ekstraordinært vanskelige.
Psykologifaget har længe været fascineret af diktatorers personligheder, hvilket resulterede i omfattende personlighedsanalyserer af Kim Jong-il. En rapport, udarbejdet af Frederick L. Coolidge og Daniel L. Segal (med bistand fra en sydkoreansk psykiater, der betragtes som en ekspert i Kim Jong-ils adfærd), konkluderede, at de "seks store" grupper af personlighedsforstyrrelser, som deles af diktatorer som Adolf Hitler, Joseph Stalin og Saddam Hussein, nemlig sadisme, paranoia, antisociale træk, narcissisme, schizoid personlighedsforstyrrelse og skizotypisk personlighedsforstyrrelse, også var delt af Kim Jong-il, og primært sammenfaldende med Saddam Husseins profil.
Analysen viste, at Kim Jong-il virkede stolt over Nordkoreas uafhængighed på trods af de ekstreme vanskeligheder, den påførte det nordkoreanske folk, en egenskab, der mentes at stamme fra hans asociale personlighedsmønster.
Afhoppere hævdede, at Kim Jong-il havde 17 forskellige paladser og boliger over hele Nordkorea, inklusive et privat feriested nær Baekdu-bjerget, en hytte ved havet i byen Wonsan, og Ryongsong Residence, et palads kompleks nordøst for Pyongyang omgivet af flere rækker hegns, bunkers og antiluftskyts batterier.

### Død
Efter sin død overgik det formelle lederskab af Nordkorea til den yngste søn Kim Jong-un. Der havde forinden været spekulationer om, at lederskabet ville blive overdraget til de to andre sønner Kim Jong-chul og Kim Jong-nam. Kim Jong-nam faldt tilsyneladende i unåde efter at være blevet arresteret i en lufthavn i Japan i 2001 med et falsk pas.

## Familietræ
|                |                |                |                |                |                |              |              | Kim Hyŏng-jik | Kim Hyŏng-jik | Kim Hyŏng-jik | Kim Hyŏng-jik | Kim Hyŏng-jik | Kim Hyŏng-jik |              |              | Kang Pan-sŏk | Kang Pan-sŏk | Kang Pan-sŏk | Kang Pan-sŏk | Kang Pan-sŏk  | Kang Pan-sŏk  |               |               |               |               |              |              |              |              |             |             |             |             |        |        |           |           |           |           |           |           |  |  |  |  |
|                |                |                |                |                |                |              |              | Kim Hyŏng-jik | Kim Hyŏng-jik | Kim Hyŏng-jik | Kim Hyŏng-jik | Kim Hyŏng-jik | Kim Hyŏng-jik |              |              | Kang Pan-sŏk | Kang Pan-sŏk | Kang Pan-sŏk | Kang Pan-sŏk | Kang Pan-sŏk  | Kang Pan-sŏk  |               |               |               |               |              |              |              |              |             |             |             |             |        |        |           |           |           |           |           |           |  |  |  |  |
|                |                |                |                |                |                |              |              |               |               |               |               |               |               |              |              |              |              |              |              |               |               |               |               |               |               |              |              |              |              |             |             |             |             |        |        |           |           |           |           |           |           |  |  |  |  |
|                |                |                |                | Kim Sŏng-ae    | Kim Sŏng-ae    | Kim Sŏng-ae  | Kim Sŏng-ae  | Kim Sŏng-ae   | Kim Sŏng-ae   |               |               | Kim Il-sung   | Kim Il-sung   | Kim Il-sung  | Kim Il-sung  | Kim Il-sung  | Kim Il-sung  |              |              | Kim Jong-suk  | Kim Jong-suk  | Kim Jong-suk  | Kim Jong-suk  | Kim Jong-suk  | Kim Jong-suk  |              |              |              |              |             |             |             |             |        |        |           |           |           |           |           |           |  |  |  |  |
|                |                |                |                | Kim Sŏng-ae    | Kim Sŏng-ae    | Kim Sŏng-ae  | Kim Sŏng-ae  | Kim Sŏng-ae   | Kim Sŏng-ae   |               |               | Kim Il-sung   | Kim Il-sung   | Kim Il-sung  | Kim Il-sung  | Kim Il-sung  | Kim Il-sung  |              |              | Kim Jong-suk  | Kim Jong-suk  | Kim Jong-suk  | Kim Jong-suk  | Kim Jong-suk  | Kim Jong-suk  |              |              |              |              |             |             |             |             |        |        |           |           |           |           |           |           |  |  |  |  |
|                |                |                |                |                |                |              |              |               |               |               |               |               |               |              |              |              |              |              |              |               |               |               |               |               |               |              |              |              |              |             |             |             |             |        |        |           |           |           |           |           |           |  |  |  |  |
|                |                |                |                |                |                |              |              |               |               |               |               |               |               |              |              |              |              |              |              |               |               |               |               |               |               |              |              |              |              |             |             |             |             |        |        |           |           |           |           |           |           |  |  |  |  |
| Kim Young-sook | Kim Young-sook | Kim Young-sook | Kim Young-sook | Kim Young-sook | Kim Young-sook |              |              | Song Hye-rim  | Song Hye-rim  | Song Hye-rim  | Song Hye-rim  | Song Hye-rim  | Song Hye-rim  |              |              | Kim Jong-il  | Kim Jong-il  | Kim Jong-il  | Kim Jong-il  | Kim Jong-il   | Kim Jong-il   |               |               | Ko Young-hee  | Ko Young-hee  | Ko Young-hee | Ko Young-hee | Ko Young-hee | Ko Young-hee |             |             | Kim Ok      | Kim Ok      | Kim Ok | Kim Ok | Kim Ok    | Kim Ok    |           |           |           |           |  |  |  |  |
| Kim Young-sook | Kim Young-sook | Kim Young-sook | Kim Young-sook | Kim Young-sook | Kim Young-sook |              |              | Song Hye-rim  | Song Hye-rim  | Song Hye-rim  | Song Hye-rim  | Song Hye-rim  | Song Hye-rim  |              |              | Kim Jong-il  | Kim Jong-il  | Kim Jong-il  | Kim Jong-il  | Kim Jong-il   | Kim Jong-il   |               |               | Ko Young-hee  | Ko Young-hee  | Ko Young-hee | Ko Young-hee | Ko Young-hee | Ko Young-hee |             |             | Kim Ok      | Kim Ok      | Kim Ok | Kim Ok | Kim Ok    | Kim Ok    |           |           |           |           |  |  |  |  |
|                |                |                |                |                |                |              |              |               |               |               |               |               |               |              |              |              |              |              |              |               |               |               |               |               |               |              |              |              |              |             |             |             |             |        |        |           |           |           |           |           |           |  |  |  |  |
|                |                |                |                |                |                |              |              |               |               |               |               |               |               |              |              |              |              |              |              |               |               |               |               |               |               |              |              |              |              |             |             |             |             |        |        |           |           |           |           |           |           |  |  |  |  |
|                |                |                |                | Kim Sul-song   | Kim Sul-song   | Kim Sul-song | Kim Sul-song | Kim Sul-song  | Kim Sul-song  |               |               | Kim Jong-nam  | Kim Jong-nam  | Kim Jong-nam | Kim Jong-nam | Kim Jong-nam | Kim Jong-nam |              |              | Kim Jong-chul | Kim Jong-chul | Kim Jong-chul | Kim Jong-chul | Kim Jong-chul | Kim Jong-chul |              |              | Kim Jong-un  | Kim Jong-un  | Kim Jong-un | Kim Jong-un | Kim Jong-un | Kim Jong-un |        |        | Ri Sol-ju | Ri Sol-ju | Ri Sol-ju | Ri Sol-ju | Ri Sol-ju | Ri Sol-ju |  |  |  |  |
|                |                |                |                | Kim Sul-song   | Kim Sul-song   | Kim Sul-song | Kim Sul-song | Kim Sul-song  | Kim Sul-song  |               |               | Kim Jong-nam  | Kim Jong-nam  | Kim Jong-nam | Kim Jong-nam | Kim Jong-nam | Kim Jong-nam |              |              | Kim Jong-chul | Kim Jong-chul | Kim Jong-chul | Kim Jong-chul | Kim Jong-chul | Kim Jong-chul |              |              | Kim Jong-un  | Kim Jong-un  | Kim Jong-un | Kim Jong-un | Kim Jong-un | Kim Jong-un |        |        | Ri Sol-ju | Ri Sol-ju | Ri Sol-ju | Ri Sol-ju | Ri Sol-ju | Ri Sol-ju |  |  |  |  |